# ハダシュ
ハダシュ（ヘブライ語: חד"ש、英語: Hadash）はイスラエルの非シオニズム、社会主義（共産主義）政党。正式名称は平和平等民主戦線（ヘブライ語: החזית הדמוקרטית לשלום ולשוויון、アラビア語: الجبهة الديمقراطية للسلام والمساواة、ラテン文字転記：HaHazit HaDemokratit LeShalom VeLeShivion ）で、「ハダシュ」はそのアクロニムである。アラビア語では通称「アル＝ジャブハ」と呼ばれる。「ハダッシュ」と表記されることもある。
1977年に結党され、2013年のクネセト議員選挙では4議席を獲得。現在の党首はアイマン・オーデ。

## 概要
ハダシュは、イスラエルの政党の中では極左に位置する。社会主義や環境保護、アラブ系住民とユダヤ系住民の平等を党是とし、また、パレスチナ国家設立の支援、イスラエル政府によって作られた全ユダヤ人入植地、分離壁解体、パレスチナ難民帰還、ガザ地区封鎖解除などを主張している。2006年のレバノン侵攻にも反対した。ただ、ハダシュから分かれた新左翼組織「マツペン」とは異なり、イスラエル国家そのものは否定していない。ハダシュの主張するイスラエルの領土は、1967年の第三次中東戦争で提示された停戦ラインに基づくものであるべきとしている。
なお、ハダシュの一翼を担う政党にイスラエル共産党があるが、ハダシュの全議員がイスラエル共産党員というわけではない。
2015年3月に予定されているクネセト総選挙ではタールやバラドと統一会派を形成し選挙に臨むこととなった。また、2015年1月にはイスラエル労働党所属の元議員であったアブラハム・バーグが、現在のイスラエル政府の政策を批判し、ハダシュに入党した。

## メンバー
現在、クネセト議員であるメンバーは以下のとおり。
- アイマン・オーデ（ヘブライ語版、英語版）
- アーイダ・トーマ・スレイマーン（ヘブライ語版、英語版）
- ドヴ・ヘニン - 現在のハダシュにおいて唯一のユダヤ系議員。ただ、初代議長のメイル・ヴィルナー、チャーリー・ビトンなど、過去のハダシュにユダヤ系議員は存在した。
- ヨセフ・ジャバリン（ヘブライ語版、英語版）
- アブドゥッラー・アブ・マアルーフ（ヘブライ語版、英語版）

## 関連する重要人物
- イラン・パッペ - エクセター大学教授。1996年と1999年にハダシュから出馬したユダヤ人。イスラエル国家の解体を主張する。
- タウフィーク・トゥービー（ヘブライ語版） - 長年イスラエル共産党並びにハダシュ議員だったアラブ系イスラエル人。ハダシュのリーダー的存在であった。
- タウフィーク・ザイヤード（ヘブライ語版） - 同じく長年イスラエル共産党及びハダシュの議員だったアラブ系イスラエル人。長らくナザレの市長を務めた。詩人でもあり、「ウナーディクム」（あなたを呼んでいる）という題名の詩は、音楽がつけられパレスチナで広く歌われる歌となった。